# 오하이오 영토

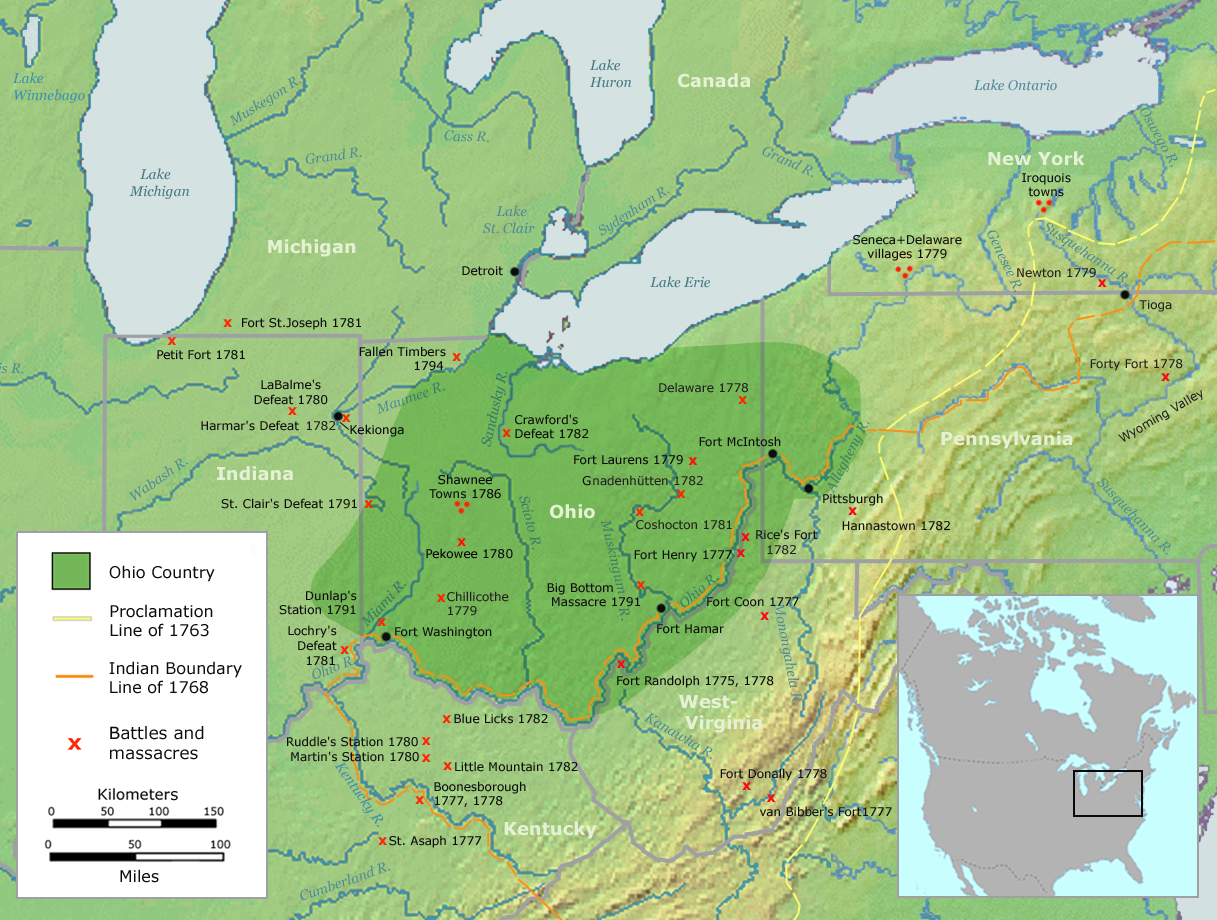
1775년과 1794년 사이의 오하이오 영토 내 분쟁과 학살

오하이오 영토(Ohio Country 또는 Ohio Territory)는 18세기 북아메리카에서 애팔래치아산맥의 서쪽, 오하이오강 북쪽 및 이리호 남쪽 지역을 호칭하는 말이다. 미합중국의 초기 변방의 하나이며, 일반적으로는 현재 오하이오, 인디애나의 동부 펜실베이니아의 서쪽과 웨스트 버지니아의 북부에 걸쳐 있다. 이 지역에 개척자의 정착이 프렌치 인디언 전쟁의 주요 원인이 되었고, 미국 독립 전쟁이 필연적이었다고 역사학자들은 지적한다.
미국 독립 전쟁과 이 영토에 대한 영유권 주장 이후 1787년 북서부 조례는 오하이오 영토보다 더 큰 북서부 영토의 경계를 확정지었다. 이 영토에는 미국 펜실베이니아 서부의 땅과 오하이오 강의 북부의 모든 땅이 포함되어 있었다. 이것은 오늘날의 오하이오주, 인디애나주, 일리노이주, 미시간주, 위스콘신주, 그리고 미네소타주의 북동부를 포함하고 있다. 전체 면적은 260,000 평방 마일(670,000 km2)에 이른다.

## 역사

### 식민지 시대
17세기 무렵 오하이오 영토의 북부 지역은 알곤킨 어족의 쇼니 족에 의해 지배되고 있었다. 1660년 무렵, 비버 전쟁으로 알려진 분쟁을 통해 이로쿼이 족이 오하이오 영토를 지배하고 쇼니 족을 몰아내고, 엘리 족을 정복하여 흡수했다. 이후 오하이오 카운티는 수십 년 동안 대부분 정주민이 없는 상황이 계속 이로쿼이 족의 사냥터로 사용되었다.
1720년대, 많은 인디언 부족이 오하이오 영토로 이주해 왔다. 1724 무렵 델라웨어 족이 오늘날의 펜실베이니아 서부, 앨러게니강에 키타닝 마을을 건설했다. 역사적으로 동부에 정착하고 있던 이러한 쇼니 족의 도래한 것이다. 흩어져서 살선 또 다른 쇼니 족 부족이 오하이오 영토로 수십 년에 걸쳐 들어오기 시작했다. 온타리오 호수 남쪽의 영국과 프랑스 제국의 개척민 경쟁자들을 멀리 떠나서 수많은 세네카 부족과 다른 이로쿼이 족도 오하이오 영토로 유입되었다.

### 7년 전쟁
유럽인들이 이 지역으로 유입되면서 영국과 함께 프랑스도 오하이오 영토의 영유권을 주장하게 되었고, 양측 모두 인디언과 교역하는 상인을 보냈다. 이 지역은 이로쿼이 족이 과거에 정복한 것으로 그들 역시 영유권을 주장했다. 유럽의 두 강국과 이로쿼이 족, 그리고 오하이오 영토에 실제로 정착하고 있었던 인디언 부족이 1750년대의 프렌치 인디언 전쟁에서 중요한 역할을 했다. 오하이오 영토의 인디언은 당초엔 중립을 지키려 했지만, 이후에는 프랑스 편에 붙었다. 프랑스에서 제공되는 물자와 무기로 무장한 인디언은 키타닝 경로를 통해서 앨러게니강 동쪽에 있는 영국의 개척지에 잔혹한 습격을 가했다. 1756년 여름에 그랜빌 요새가 파괴되자 영국 식민지 지사의 존 펜이 존 암스트롱 중령에게 명하여 앨러게니강 서쪽에 있는 쇼니 족 마을을 파괴시켰다. 프렌치 인디언 전쟁은 프랑스와 인디언 동맹의 패배로 끝났다. 1758년에 영국군과 식민지 원정대가 프랑스군의 요새인 듀케인 요새에서 프랑스군을 쫓아내고, 오늘 피츠버그 땅에 피트 요새를 세웠다. 1763년 파리 조약에서 오하이오 카운티 전역이 영국의 지배 하에 들어갔다가 미국 동해안에 있는 영국 식민지의 두 곳이 오하이오 영토의 영유권을 주장하게 되었다.
영국 왕 조지 3세는 〈1763년 선언〉을 발표, 동서로 애팔래치아산맥에서 미시시피강까지, 남북으로 플로리다에서 뉴펀들랜드까지의 광대한 영역을 인디언 거류지로 인정했고, 그것으로 인해 오하이오 카운티로 자리매김 했다. 이미 살고 있는 개척자 (대부분 프랑스 인)은 강제 퇴거하거나 특별 체류 허가를 받도록 했다.

### 미국 독립 전쟁과 초기 공화국
영국은 오하이오 영토를 획득했지만, 1763년 선언에 의해 공식적으로 백인 개척민의 정착을 금했기 때문에, 영국인 중에는 그 지역에 사는 쇼니 족과 다른 종족과 평화적인 관계를 맺고자 하는 사람이 나왔다. 이 1763년 선언은 다른 식민지가 주장하는 이 지역의 영유권을 인정하지 않는다는 태도를 분명히 했다. 1774년 6월 22일, 영국 의회는 퀘벡법을 통과시켜, 오하이오 영토를 퀘벡 식민지에 포함한다고 했기 때문에, 미국의 각 식민지는 이 법을 〈참을 수 없는 법〉 중 하나로 여기고, 미국 독립 전쟁의 계기가 되었다.
영국 정부의 분명한 정책이 있었음에도 불구하고 버지니아 식민지와 펜실베이니아 식민지 개척민들은 앨러게니산맥을 넘어 오하이오 영토에 들어갔으며, 쇼니 족과의 분쟁을 일으키고 있었다. 쇼니 족은 개척민들을 ‘롱 나이브즈’라고 불렀고, 개척자들이 자신들의 땅을 침식해 들어오는 위협 때문에 쇼니 족도, 다른 오하이오 영토에 사는 다른 인디언 종족도 ‘미국 독립 전쟁’ 동안에, 미국인에 대항하는 영국 편을 들게 되었다.
이 지역을 지배하려는 미국인의 소망은 강했다. 1778년, 미군의 조지 로저스 클라크 장군이 이 지역에서 승리한 후, 버지니아 식민지 정부는 이 지역 최초의 민간 정부를 조직하고 이 지역을 일리노이주라고 불렀다. 영역은 오하이오 강 서쪽 모두를 포함했다. 이 지역을 지키려는 인디언의 저항은 1782년에 최고조에 달했다. 리틀 마이애미 강 챠로가타 마을에서 오하이오 인디언과 영국군이 협의하여 미국인을 습격 작전을 세워 2주 후 오하이오 강의 남쪽에서 일어난 ‘블루릭스 전투’에서 승리를 기록했다.
1783년 미국 독립 전쟁을 종결시키기 파리 조약에 의해 이 지역은 미국의 고유 영토임을 인정받았고, 곧바로 법에 의거하여 개척이 시작되었다. 오하이오 영토는 애팔래치아산맥 너머의 개척지로는 가장 선호받는 곳이 되었고, 특히 미국 독립 전쟁에서 활약한 베테랑들에게는 인기가 많았다.
1785년의 〈매킨토시 요새 조약〉과 1789년의 〈하마 요새 조약〉 등 여러 조약으로 미국과 인디언의 땅의 경계가 정해졌다. 그러나 쇼니 족 등 여러 종족은 그 땅에 들어오는 개척자에 대한 저항을 계속했다. 이 저항이 ‘북서 인디언 전쟁’이 되어 1795년까지 계속되었다.
1800년, 쇼니 족의 대부분은 미국에 토지를 양도하고, 그 땅을 교환하여 미주리 땅을 얻었다. 이 지역 인디언의 마지막 저항은 미영 전쟁 때의 것으로, 테쿰세가 미합중군에 대한 치명적인 싸움을 벌였다. 1817년, 쇼니 족과 다른 알곤킨 어족 인디언이 지역의 모든 토지를 미국에 양도했다.

### 각 주의 영유권 주장
미합중국 초기에 오하이오 영토는 가장 선호하는 개척지로 볼 수 있었다. 이 때문에 동해안 몇 주가 각각 오하이오 영토의 영유권을 주장하며 분쟁을 벌였다. 이 주장은 각 식민지가 과거에 얻었던 공인에 의거한 것이었다. 버지니아는 버지니아 식민지가 얻은 공인 상태에 따라 전체 영토의 소유권을 주장했다. 뉴욕도 전체 영토의 소유권을 주장했다. 코네티컷은 당시의 주 경계 남북의 경계를 그대로 서쪽으로 뻗은 띠 모양의 지역 (오하이오 카운티 북쪽)의 영유권을 주장했다. 공유지 측량 시스템에 의해 거의 균일하게 측량된 북서부 영토 오하이오 이외의 영역과 달리 오하이오 영토의 땅은 여러 단체에 조금씩 소유권이 인정되고 있으며, 본질적으로 측량법이 서로 달랐던 것도 문제를 복잡하게 하는 원인이 되었다.

### 북서부 조례

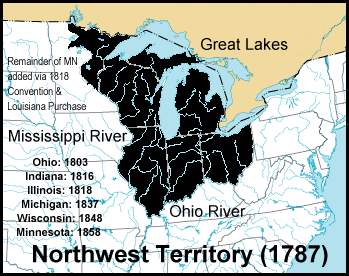
1787년 미합중국의 북서부 영토

1784년, 토머스 제퍼슨은 이 지역을 주로 만들어 미합중국에 가입시켜 "애팔래치아산맥 너머"의 영역의 일부로 만들자고 주장하였다. 제퍼슨은 동해안의 주들이 그 영유권 주장을 철회하도록 제안했다. 가장 논란이 되었던 문제는 이 지역에서 노예 제도를 받아들일지 여부였다.
1787년, 연합회의에서 북서부 조례가 성립되면서 그 영역이 되었다. 버지니아는 오하이오 남부의 토지 소유를 인정받았고, 펜실베이니아는 오하이오 강 수원 인근 토지의 영유를 인정받았다. 나머지 펜실베이니아 경계의 서쪽과 오하이오 강 북쪽은 새로 만들어진 미국 최초의 자치적인 영역인 북서부 영토의 일부이며, 의회의 권한 아래의 문민정부가 통치하게 되었다. 당시 모든 주들은 북서부 영토의 오하이오 영토에 대한 토지에 영유권을 철회했다. 코네티컷주와 버지니아주는 독립 전쟁에 참전한 병사에 대한 보상을 위해 영토 내의 토지를 사용할 권리를 남겼다. 그러나 유보지에 대한 주권은 없는 것으로 되었다. 각각 코네티컷 서부 유보지, 버지니아 군사 지구로 알려졌다.
북서부 조례는 영토의 노예제도를 금지하고 제퍼슨이 제안한대로, 땅은 미래의 주로 미합중국에 수용하기로 했다. ‘오하이오 영토’는 북서부 영토를 가리키는 말로서 사용되었다. 1802년의 〈권한부여법〉에 의해 새로운 주로 승격하는 방법을 규정하였고, 1803년 2월 19일, 오하이오가 그 법에 의해 최초로 주로 승격하며 미합중국의 가맹 주로 인정을 받았다. 오하이오주 의회가 처음 소집된 1803년 3월 1일에 기념식을 거행했다.